# Narciarstwo wodne

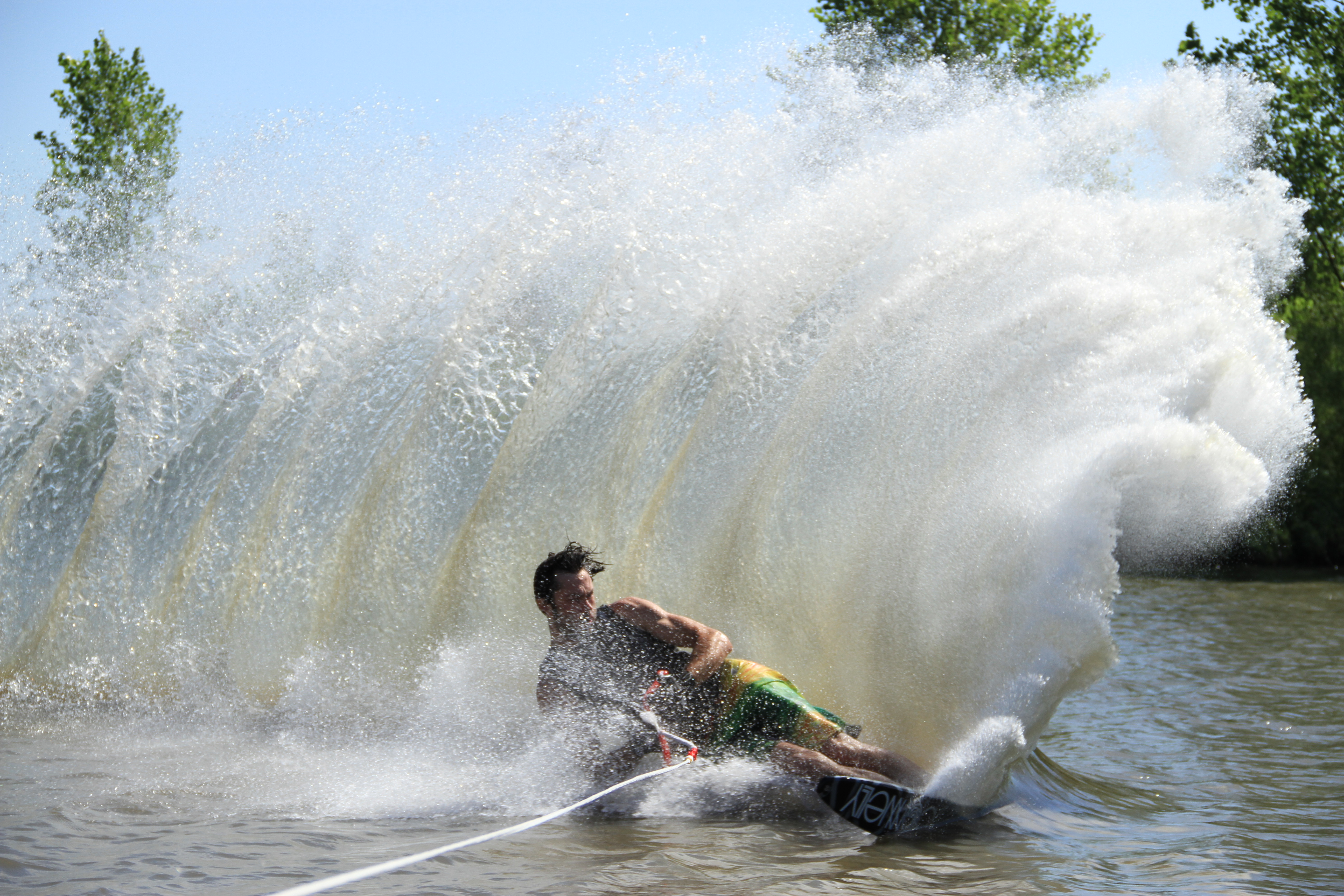
narciarz podczas slalomu

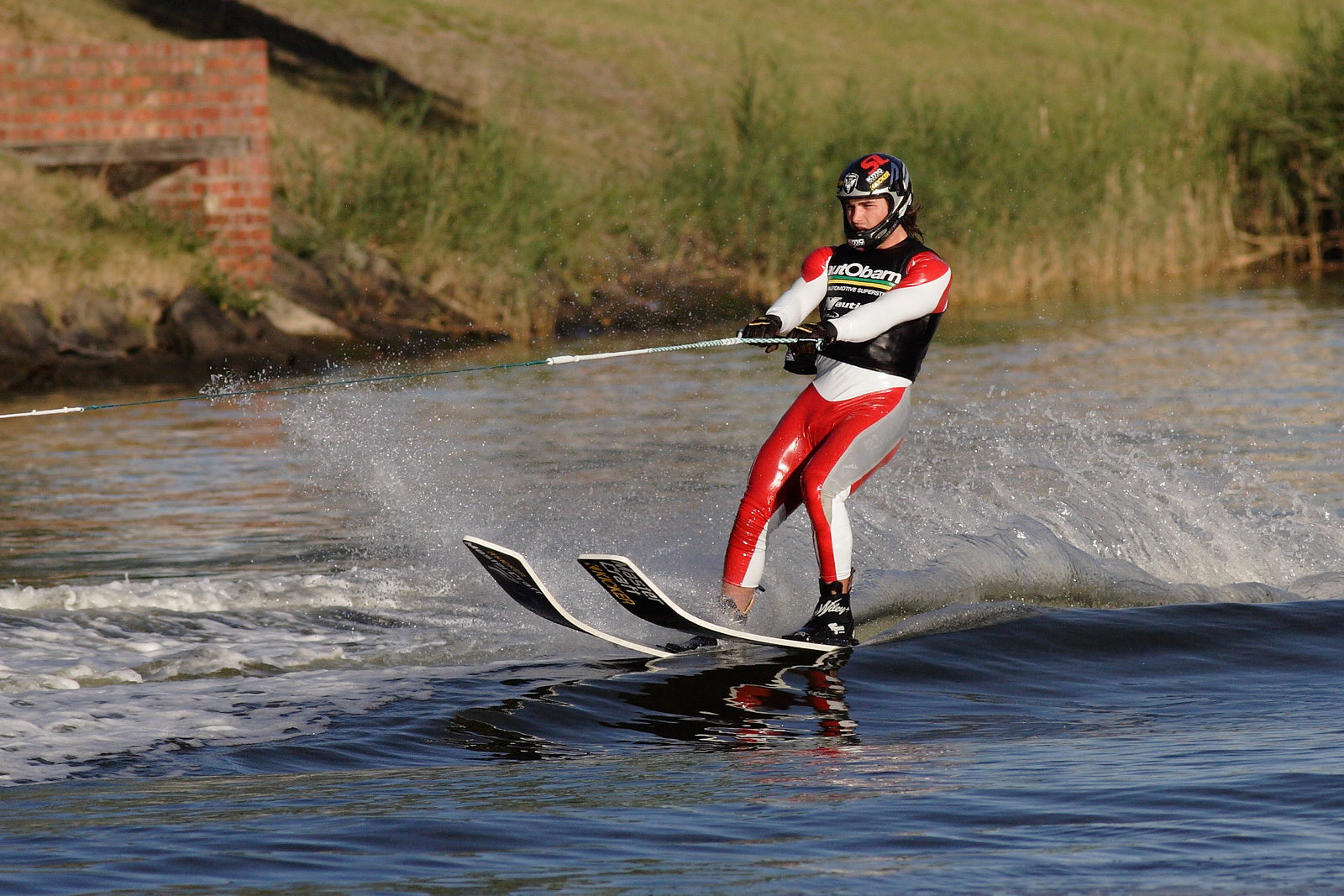
narciarz na rzece

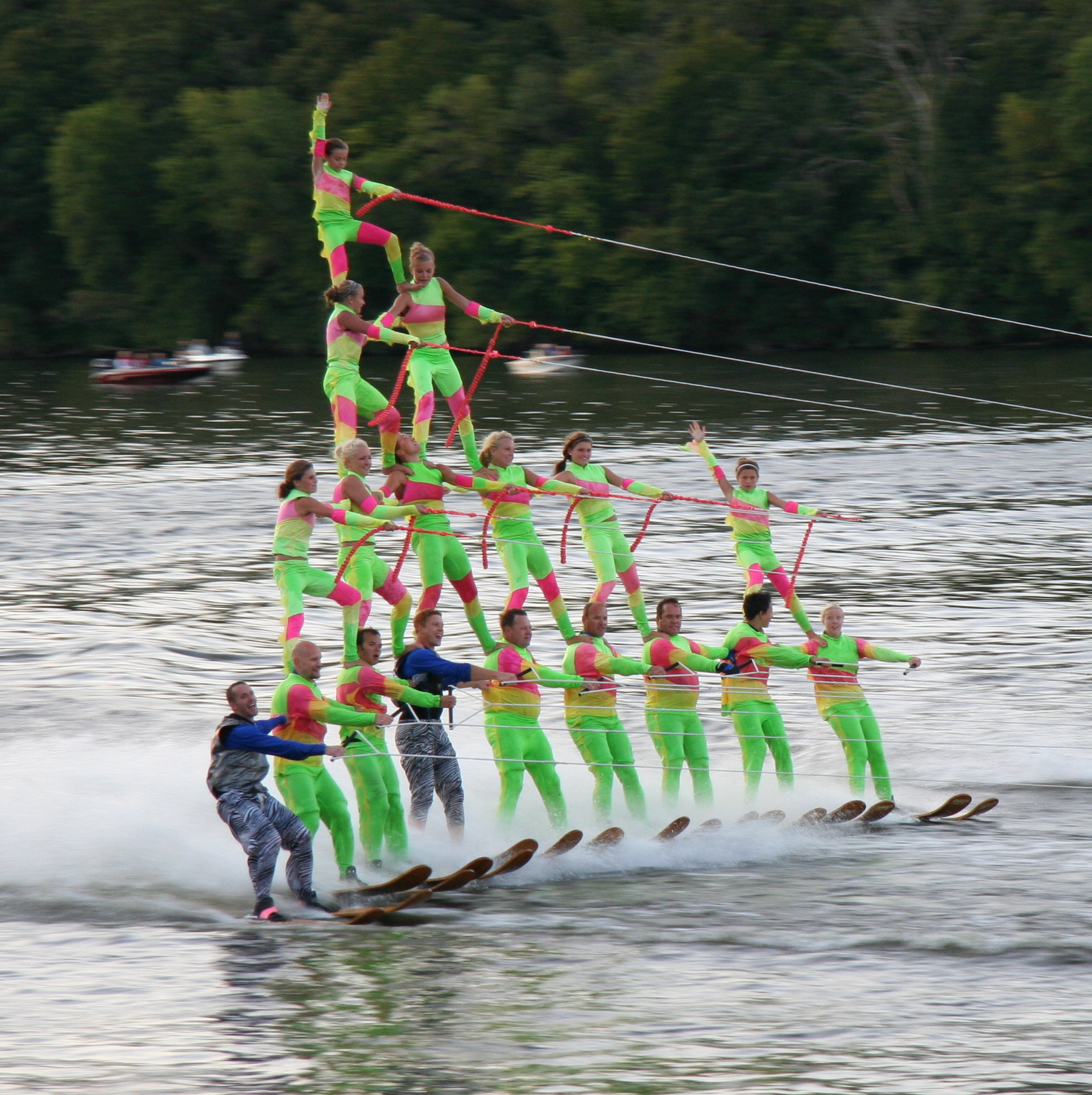
piramida narciarzy

Narciarstwo wodne (ang. water skiing) – dyscyplina sportowa i czynny wypoczynek polegające na jeździe na 1 lub 2 nartach po wodzie za holującą motorówką lub elektrycznym wyciągiem narciarskim (linowe wyciągi nart wodnych) (zobacz zdjęcie obok).

## Prawo
W Polsce do holowania narciarza wodnego wymagane jest posiadanie licencji na holowanie narciarza wodnego i statków powietrznych wydawanej przez Polski Związek Motorowodny i Narciarstwa Wodnego. Prócz tego sternik musi posiadać odpowiedni patent uprawniający do prowadzenia jednostki holującej (kapitana motorowodnego, morskiego sternika motorowodnego, starszego sternika motorowodnego lub sternika motorowodnego). Ponadto na jednostce holującej oprócz sternika musi znajdować się osoba pełniąca rolę obserwatora. Obserwator ma za zadanie informować sternika o pozycji narciarza względem jednostki holującej, znakach dawanych przez narciarza oraz ewentualnych wywrotkach.

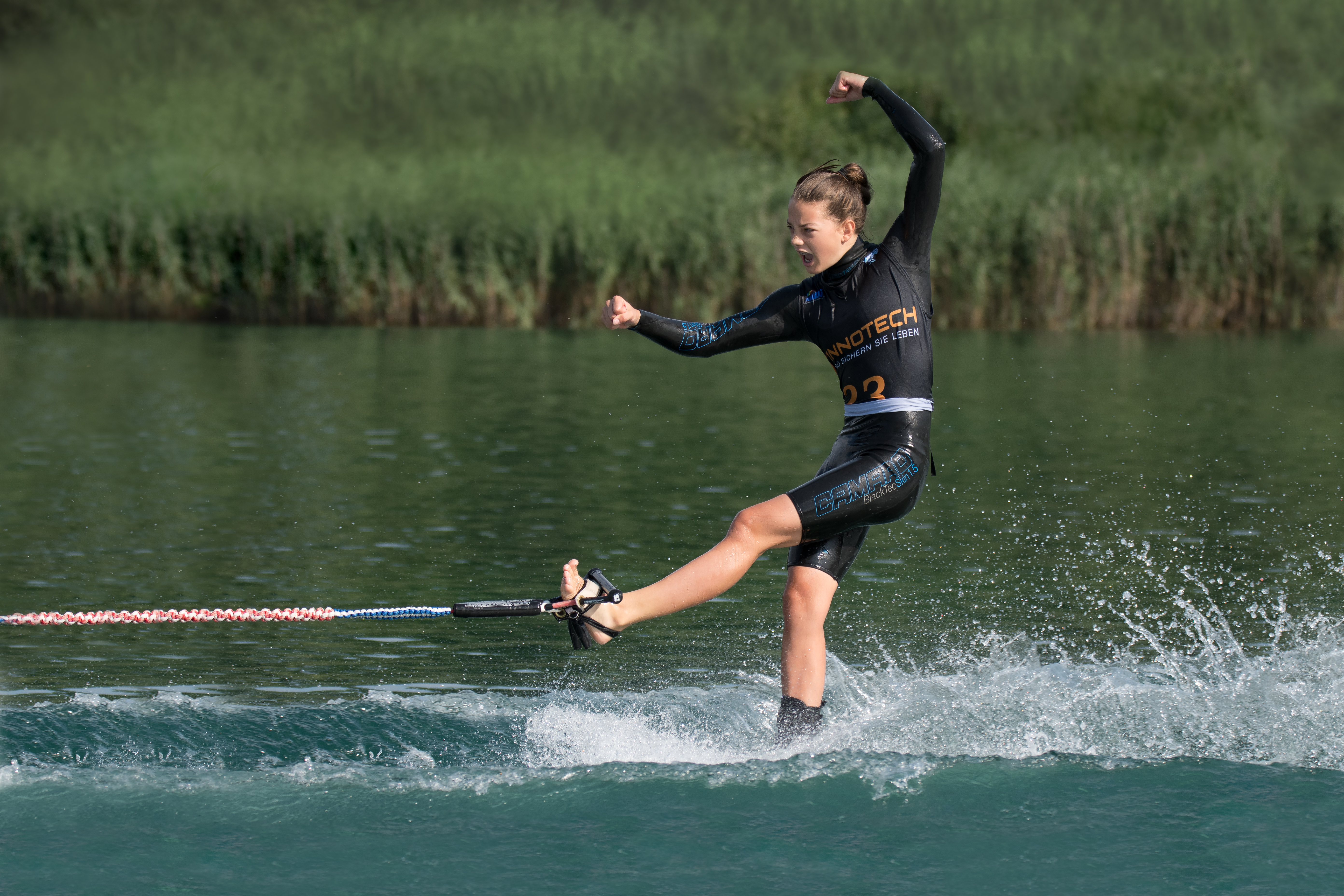
Uczestniczka zawodów w Austrii w 2017 roku

## Konkurencje
Wyróżnia się 3 konkurencje: 
- SLALOM: tor slalomowy o długości 259 m składa się z bramki wjazdowej, 6 boi zewnętrznych, bramki wyjazdowej i 12 bojek tworzących tor motorówki. W pierwszym przejeździe narciarz omija po zewnętrznej 6 boi, przy maksymalnej prędkości 58 km/h (mężczyźni) lub 55 km/h (kobiety), długość linki 18,25m=15 off; w kolejnych przejazdach (aż do upadku narciarza) zawodnik płynie ze skracaną linką; skróty: 16,00m=22off; 14,25m=28off; 13,00m=32off; 12m=35off, 11,25m=38 off; 10,75m=39,5off; 10,25m=41off, 9,75m=43off o zwycięstwie decyduje suma prawidłowo ominiętych boi przy najkrótszej lince. Aktualny rekord świata wynosi 2boje@9,75m. Aktualny rekord polski wynosi 5,5 bojek na 10,25.

- JAZDA FIGUROWA: dwukrotny przejazd, podczas którego narciarz wykonuje punktowane przez sędziów ewolucje; prędkość przejazdu dowolna w zależności od upodobań zawodnika ok. 26–36 km/h, czas przejazdu 20 s;

- SKOKI NA ODLEGŁOŚĆ: obliczaną na podstawie pomiarów kątów; maksymalna prędkość najazdu na skocznię 57 km/h (mężczyźni) lub 54 km/h (kobiety), długość linki holowniczej 23 m = 0 off;

## Historia

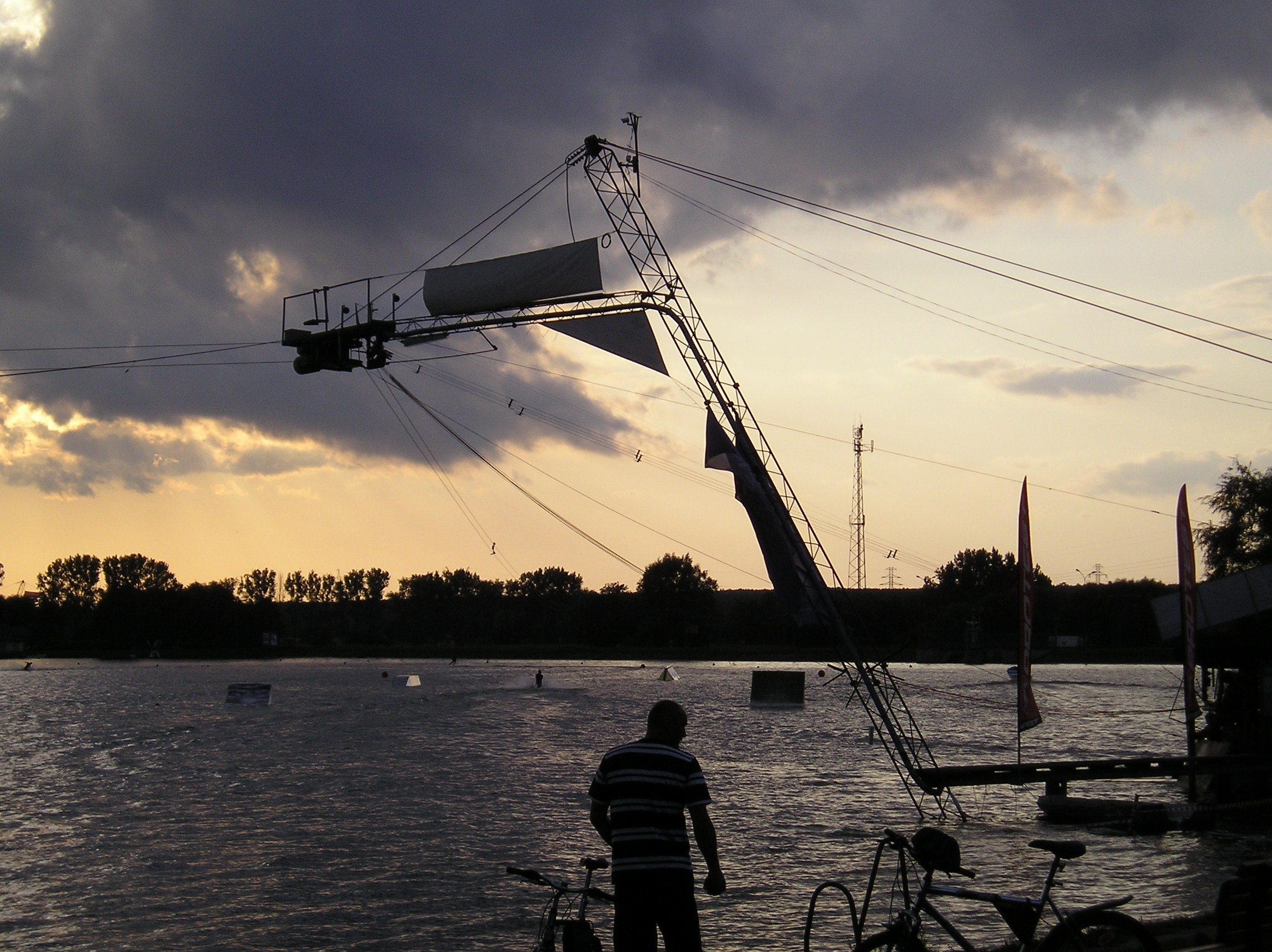
Widok na wyciąg nart wodnych w Lublinie nad Zalewem Zemborzyckim o zachodzie słońca

Narciarstwo wodne to sport wynaleziony w Lake City w stanie Minnesota (USA) w 1922 roku przez Ralpha Samuelsona, który stał się popularny w wielu krajach świata, w których istnieją odpowiednie warunki do jego uprawiania: duże zbiorniki wodne bez fal - rzeki, jeziora i zamknięte zatoki morskie.
W roku 1939 założono Amerykańską Federację Nart Wodnych (AWSA). Już w 1946 w Szwajcarii utworzono
Światową Federaję Nart Wodnyh (WWSU), dziś IWSF, która od 1953 roku co dwa lata przeprowadza Mistrzostwa Świata. Mistrzostwa Europy organizowane są co roku.
W roku 1967 Międzynarodowy Komitet Olimpijski uznał narty wodne za sport olimpijski. Na Letnich Igrzyskach Olimpijskich 1972 rozegrano pokazowe zawody narciarskie i wręczono pamiątkowe medale olimpijskie. W roku 1998 Grecki Komitet Olimpijski proponował włączenie nart wodnych do programu Letnich Igrzysk Olimpijskich 2004 w Atenach. 
Dyscyplina ta jest rozgrywana także w ramach World Games, igrzysk śródziemnomorskich czy plażowych igrzysk azjatyckich.

### W Polsce
Pod koniec lat 50. w Polsce można było zobaczyć pierwszych narciarzy na śląskich jeziorach Pogoria i Dzierżno, w Augustowie, Szczecinie i na jeziorze Zegrze koło Warszawy. Niebawem też na Dzierżnie zwodowano pierwszą polską skocznię wykonaną przez narciarzy klubu Zefir Bytom. Dopiero jednak w czerwcu 1964 roku ruszyła inicjatywa Polskiego Związku Motorowodnego zorganizowania Komisji Nart Wodnych, która miała koordynować dalszą działalność. Odtąd co roku rozgrywane są Mistrzostwa Polski: w slalomie, skokach, jeździe figurowej oraz w kombinacji, która jest sumą punktów za 3 konkurencje. Najlepiej zaczynali zawodnicy Legii Warszawa, a między nimi też czołowi hokeiści Polski. W ZSRR, gdzie narodziny tego sportu przebiegały podobnie jak w Polsce, aktywnego poparcia udzielali kosmonauci: Jurij Gagarin i Aleksiej Leonow. Atrakcyjne perspektywy rozwojowe dla nart wodnych stwarzają elektryczne wyciągi linowe nart wodnych, z których ponad sto według patentu Bruno Rixena działa już Europie i na świecie. W Czechach funkcjonuje wyciąg według planów czeskich. W Polsce wyciągi linowe nart wodnych działają już w Augustowie (740 m pętli), Lublinie (760 m), Ostródzie (800 m), Margoninie (1000 m), a w lipcu 2008 zakończono budowę największego w Europie i drugiego na świecie – 1100-metrowej pętli – w Szczecinku.

## Organizacje
- Światowa Federacja Nart Wodnych
- Europejska Federacja Nart Wodnych
- Polski Związek Motorowodny i Narciarstwa Wodnego
- Międzynarodowe Stowarzyszenie Linowych Wyciągów Nart Wodnych ICA -Int. Cableways Association